# Мартин чорнохвостий
Мартин чорнохвостий (Larus crassirostris) — вид мартинів з роду Larus. Поширений у Східній Азії.

## Поширення
Вид поширений на південному сході Росії (Курильські острови, Сахалін, Приморський край), в Японії, Кореї та на сході Китаю (Шаньдун, Чжецзян, Фуцзянь). Взимку заселяє більшу територію, простягаючись на півдні до північної частини Південно-Китайського моря.

## Опис
Довжина тіла 43-51 см, розмах крил 126-128 см, маса тіла 436-640 г. У дорослих верхня частина тіла сіро-чорна, крила з чорними кінцями. На хвості є чорна смуга. Нижня сторона тіла має білі покриви. Дзьоб жовтий з чорною смугою перед кінчиком і червоним кінчиком. Райдужка прозора, ніжки жовті.

## Спосіб життя
Мартин чорнохвостий населяє узбережжя, затоки та лимани. Гніздиться на піщаних або скелястих берегах і скелястих острівцях. Склад їжі змінюється на місцевості та з року в рік; ці мартини харчуються дрібною рибою, ракоподібними, комахами та сміттям; вони також їдять молюсків і поліхет. Кладка складається з 2-3 яєць.